# 북 오브 보바 펫
《북 오브 보바 펫》(영어: The Book of Boba Fett)은 디즈니+에서 2021년 12월부터 방영된 미국의 드라마로, 《스타워즈》 세계관 작품이다. 보물 사냥꾼 보바 펫을 주인공으로 하며, 드라마 《만달로리안》의 스핀오프 작품이다.

## 출연진
- 테뮤라 모리슨 - 보바 펫 역
- 밍나 원 - 페넥 쉔드 역